# A személyes adatok védelme
A személyes adatok védelmével a Magyarország Alaptörvényének VI. cikke foglalkozik:
(1) Mindenkinek joga van ahhoz, hogy magán- és családi életét, otthonát, kapcsolattartását és jó hírnevét tiszteletben tartsák.
(2) Mindenkinek joga van személyes adatai védelméhez, valamint a közérdekű adatok megismeréséhez és terjesztéséhez.
(3) A személyes adatok védelméhez és a közérdekű adatok megismeréséhez való jog érvényesülését sarkalatos törvénnyel létrehozott, független hatóság ellenőrzi.
Magyarország Alkotmánybírósága az 15/1991. számú határozatának II. Fejezetében foglalkozott a személyes adatok védelmének tartalmával:
Az Alaptörvény XII. cikkében biztosított személyes adatok védelméhez való jognak eszerint az  a tartalma, hogy mindenki maga rendelkezik személyes adatainak feltárásáról és felhasználásáról. Személyes adatot felvenni és felhasználni tehát általában csakis az érintett beleegyezésével szabad; mindenki számára követhetővé és ellenőrizhetővé kell tenni az adatfeldolgozás egész útját, vagyis mindenkinek joga van tudni, ki, hol, mikor, milyen célra használja fel az ő személyes adatát. Kivételesen törvény elrendelheti személyes adat kötelező kiszolgáltatását, és előírhatja a felhasználás módját is. Az ilyen törvény korlátozza az információs önrendelkezés alapvető jogát, és akkor alkotmányos, ha megfelel a Alaptörvényben megkövetelt feltételeknek.
Tehát, a személyes adatok védelme az egyén információs önrendelkezésének biztosítását jelenti. Az adatkezelők a természetes személyek személyes adatait csak azok beleegyezésével szerezhetik meg, tárolhatják és dolgozhatják fel. A törvény egyes, kivételes esetekben elrendelhet kötelező adatkezelést például a bűnüldözés, a nemzetbiztonság, katasztrófák vagy járványok elkerülése érdekében, esetleg fontos államérdekből. Mindegyik esetben az adatvédelmi törvény megfelelő védelemben részesíti az összegyűjtött személyes adatokat. A személyes adatok védelme magában foglalja a fizikai adatvédelmet is, amely a megsemmisüléstől, illetéktelen változtatástól, megtekintéstől, felhasználástól vagy továbbítástól védi azokat.
A személyes adatok védelme a nem természetes személyek, például a jogi személyek adataira nem vonatkozik.

## Az adatvédelmi biztos éves beszámolói
- Az adatvédelmi biztos beszámolója, 2008
- Az adatvédelmi biztos beszámolója, 2007
- Az adatvédelmi biztos beszámolója, 2006
- Az adatvédelmi biztos beszámolója, 2005
- Az adatvédelmi biztos beszámolója, 2004
- Az adatvédelmi biztos beszámolója, 2003